# Отношения Турецкой Республики Северного Кипра и Турции
Отношения Турецкой Республики Северного Кипра и Турции — двусторонние дипломатические отношения между частично признанной Турецкой Республикой Северного Кипра (ТРСК) и Турцией.

## История
В 1960 году Великобритания предоставила независимость Кипру. В 1963 году президент Кипра Макариос III предложил внести изменения в конституцию страны, согласно которым турки-киприоты стали бы урезаны в правах по сравнению с греческой общиной острова, что вызвало крайне негативную реакцию турецких властей. Турки-киприоты отвергли предложение президента в результате чего на острове начались столкновения между греками и турками. В 1974 году чёрные полковники в Греции поддержали государственной переворот подпольной организации ЭОКА на Кипре и президент Макариос III был вынужден бежать из страны. Под предлогом восстановления конституционного порядка Турция высадила войска на Кипр, в ходе боев заняв северо-восток острова. В 1983 году Рауф Денкташ провозгласил создание Турецкой Республики Северного Кипра, которая была признана только Турцией.
Как и в случае с греками-киприотами и Грецией, отношения между турками-киприотами и Турцией можно охарактеризовать как тесные и союзнические. Турция, как правило, поддерживает политику турок-киприотов, хотя иногда возникают и разногласия. Под давлением ООН Анкара оказывала влияние на принятие решений правительством ТРСК. С 1975 года до 1983 год неоднократно сообщалось, что Турция убеждала Рауфа Денкташа отложить одностороннее провозглашение независимости. Основным институциональным механизмом сотрудничества Турции и ТРСК был Координационный комитет, созданный в 1960-х годах для управления экономическими отношениями между ними. С 1974 по 1983 год турецкие политики участвовали в заседаниях правительства ТРСК. После провозглашения независимости ТРСК такая форма контакта была заменена на формальные отношения между государствами. Турция неоднократно демонстрировала свое признание деятельности правительства ТРСК, но многие иностранные наблюдатели отмечали, что посольство Турции на севере острова занимается деятельностью, выходящей за рамки обычной компетенции иностранной миссии.
Экономический аспект двусторонних отношений также не отличался позитивной динамикой. После 1974 года вклад Турции в бюджет ТРСК оценивался в 80 %, но к 1990 году объем субсидий сократился до 30-40 %. Оппозиционная пресса в Турции иногда жаловалась, что помощь Северному Кипру является экономическим бременем для Турции, чьи экономические показатели в 1980-е годы не отличались ростом. Со своей стороны, правительство ТРСК заявляло, что объём предоставляемой помощи Турции недостаточен, а также отметило неудачную попытку создать таможенный союз с Турцией в 1990 году. Отношения между государствами также осложняются социальными различиями между переселенцами в ТРСК из Турции и коренным населением острова.
До 1994 года торговые и экономические отношения между ТРСК и Турцией осуществлялись в рамках заседаний Совместной экономической комиссии. Турции пришлось принять меры для преодоления экономического кризиса в ТРСК, возникшего после принятия решения Европейского суда, которое серьезно повлияло на экономику этого частично признанного государства. Турция компенсировала сокращение экспорта ТРСК за счёт своего бюджета. В 1997 году было принято решение о создании Совета партнерства между ТРСК и Турцией по экономическим и финансовым вопросам. Совет также работал над осуществлением сотрудничества в области безопасности, обороны и внешней политики. Предполагалось также создание Единого экономического пространства между государствами. В январе 1998 года между двумя странами было подписано Соглашение о государственной помощи в инвестициях. 
В феврале 1998 года Турция и ТРСК подписали Соглашение о торговле и экономическом сотрудничестве, а в 1999 году Соглашение о дополнительных льготах для граждан обеих стран. В начале 2000 года ТРСК столкнулась с банковским кризисом, турецкие власти оказали финансовую и техническую помощь для его преодоления. Развитие кризисной ситуации привело к серии массовых протестов на Кипре в 2011 году. По состоянию на 2018 год Турция является единственным государством-членом Организации Объединённых Наций, признавшим независимость Турецкой Республики Северного Кипра от Республики Кипр.